# Montnegre (Sant Celoni)
Montnegre és un poble disseminat de Sant Celoni (Vallès Oriental) de 287 habitants (2018). Fins al 1936 formava municipi independent conjuntament amb els pobles de Fuirosos i la Batllòria. Està situat al vessant Nord del Turó d'en Vives, a la capçalera de la riera de Montnegre. Al centre del poble es troba la parròquia de Sant Martí de Montnegre, indret ja esmentat el segle xi, i que aleshores era ocupat per un Castell, centre de la baronia homònima. El poble comprén moltes masies disseminades de les quals en podem destacar Can Preses, Ca l'Auladell i Can Ginestar.
L'antic municipi limitava amb els termes d'Arenys de Mar i els extints termes d'Olzinelles i Hortsavinyà. L'origen del terme es remunta en l'antiga baronia de Montnegre, pertanyent a la família Gualba, que tenia el centre a Sant Martí de Montnegre. De fet fins al segle xix el municipi s'anomenava la Baronia de Montnegre. Tanmateix el centre efectiu del municipi era el poble de la la Batllòria. Entre els anys 1932 i 1936 el municipi s'agregà al de Sant Celoni.